# Salgótarjáni fogaskerekű vasút
1881-ben nyitották meg Magyarország első fogaskerekű keskeny nyomtávú szénszállító vasútvonalát a salgótarjáni Vasgyár–Salgóbánya–Szénrakodó között. A vasút fogaskerekű és adhéziós szakaszok váltakozásával 5830 m hosszban épült ki, 222,6 méter szintkülönbséget leküzdve.

## Története
Salgó és a szomszédos Vecseklő szenének kitermelését 1867-ben kezdték meg, majd a kiaknázás joga átkerült a Salgótarjáni Vasfinomító Társulathoz. A bányák művelését megkezdték, a szenet mintegy 6 km hosszú, lóvontatású keskeny nyomtávú pályán juttatták le a vasgyárba. Ahogy nőtt a gyár kapacitása, úgy volt igény az egyre nagyobb mennyiségű szénre, amit az elavult szállítás nem tudott biztosítani. A gyár igazgatója, Borbély Lajos 1880. május 30-án javasolta a gőzüzemű szállítás bevezetését. Gömöry József bányaigazgató tanulmányútjai után láttak hozzá a kialakításhoz.
Az új, részben fogasléces vaspálya a vasgyárat kötötte össze a 3,5 km távolságra lévő Salgóbányával. Salgóról lefelé szenet, felfelé bányafát, élelmet szállítottak. Az utak rossz állapota miatt a lakosság részéről is elsődleges közlekedési eszközzé vált, illetve a kirándulók is örömmel vették igénybe, ugyanis a vasút felső szakaszán a táj panorámájában gyönyörködhettek.
1883. február 2-án a mozdony fogaskerekéből kitört néhány fog, amelyet ugyan a személyzet indulás előtt észlelt, és naplózott. A balesetveszélyt ugyan felmérték, de a kockázatot kicsinek tartották. A Kútház előtti lejtőn a teljes szerelvény elszabadult, majd a Kútház előtti kanyarban kiborult, azonban a baleset megelőzhető lett volna, ha minden féket behúznak, és a fékező nem ugrik ki a szerelvényből elsők között. A balesetben meghalt a fűtő és hat utas. A baleset után a svájci Winterthurból hoztak új, nagyobb teljesítményű mozdonyokat. A mozdonyok átlagos menetsebessége a fogaspályán 8 km, az adhéziós pályán 12 km volt óránként.
Az 1950-es években a Salgón, Rónán üzemelő bányákat összevonták, a két bányát összekötő vágaton vitték a szenet Rónára, ahonnan drótkötélpályán juttatták le a vízválasztói erőműhöz. A mozdonyon történő áruszállítás így feleslegessé vált, azonban a személyszállításban továbbra is jelentős volt: a helyi lakosság mindennapi tevékenysége során vette igénybe, de idegenforgalmi értéke is mérhető volt. 1952-től már csak anyag- és személyszállítás céljára volt igénybe véve, a karbantartás hiánya miatt azonban állapota leromlott. 1957 decemberében felszedték a fogaskerekű pályát, így a kisvasút története véget ért.